# Maltagliati
Les maltagliati (prononcé : [maltaʎˈʎaːti]), littéralement : « mal taillées ») sont un type de pâtes alimentaires reconnu comme produit agroalimentaire traditionnel italien de la région d'Émilie-Romagne en Italie.

## Préparation
La pâte à maltagliati peut être composée de farine de blé tendre et œufs ou de semoule de blé dur et d'eau. Des morceaux de pâte inégaux sont ensuite découpés dans la pâte. Cependant, la plupart du temps, les maltagliati sont des restes de pâte provenant de la préparation d'autres types de pâtes telles que les raviolis, les agnolottis, les cappellettis. Dans la fabrication de ces pâtes, comme aussi les tagliatelles, la pâte est roulée puis coupée en fines lanières. Les parties excédentaires de la pâte, généralement les bords, sont laissées avec une forme et une épaisseur irrégulières, donc « mal coupées » (en italien, maltagliati). Les maltagliati sont donc découpés à partir de ces morceaux de pâtes et diffèrent par leur forme (rectangle, losange, triangle), leur taille et leur épaisseur,. Ils sont coupés au couteau ou parfois avec une roulette à découper. En Romagne, ils sont souvent appelés puntarine.

## Utilisation
Nourriture probable des pauvres, les recettes de maltagliati nécessitent généralement des ingrédients simples et peu coûteux. Leur utilisation la plus classique est la soupe aux haricots, ou encore aux pois chiches, mais il existe plusieurs autres recettes qui les utilisent,.
En Émilie-Romagne, ils sont traditionnellement servis dans un bouillon de légumes (in brodo) ou dans une soupe de haricots (fagioli borlotti) sous le nom de maltagliati coi fagioli, Dans la province de Ferrare, ils sont également connus sous le nom de sguazzabarbuz. La combinaison avec les haricots peut être trouvée sous différents noms dans de nombreuses autres régions ; en Lombardie et en Piémont, par exemple, ce plat s'appelle maltaià. Les maltagliati peuvent également être servis secs sous forme de pasta asciutta avec diverses sauces, comme le ragù.

## Origines

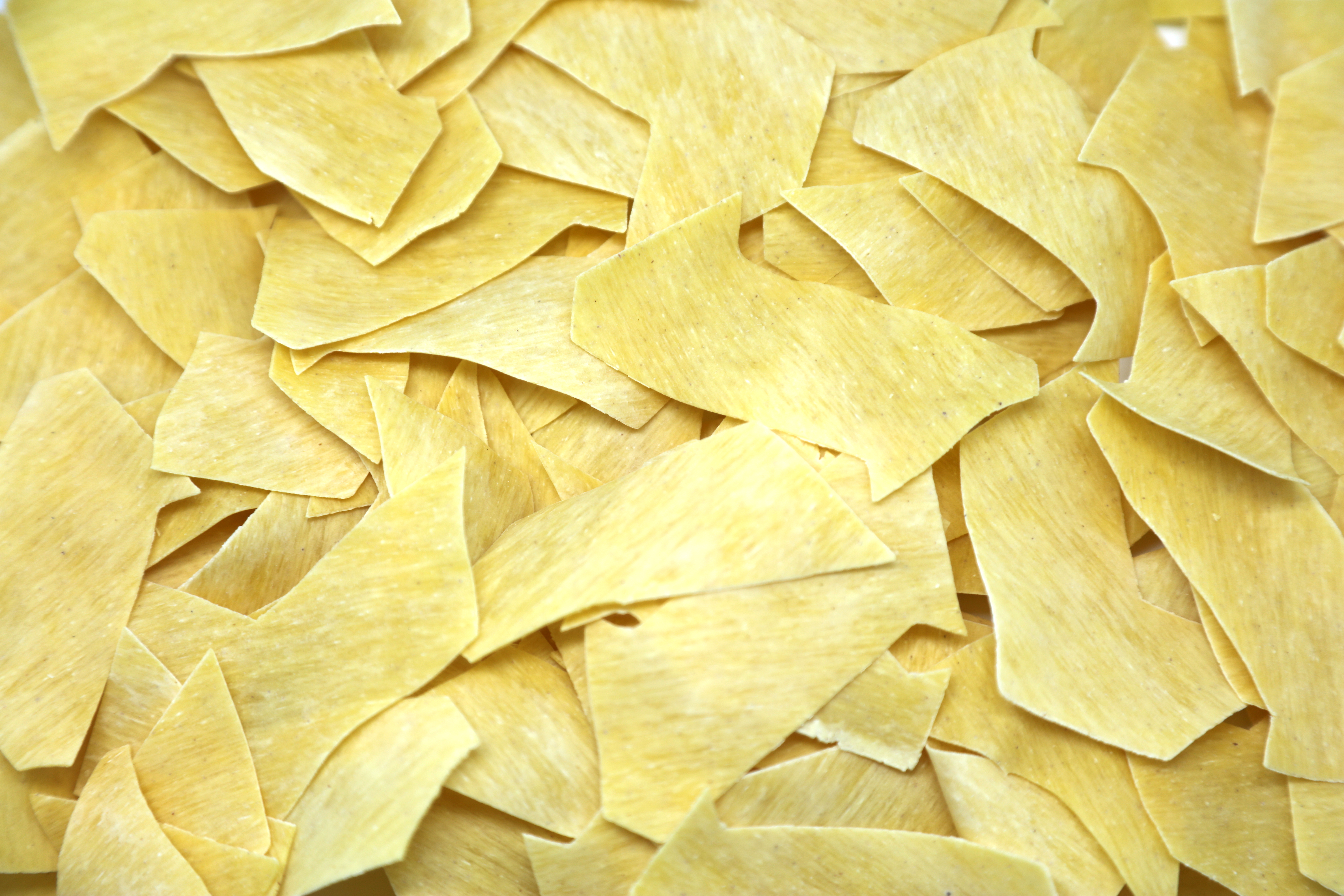
Maltagliati.

Les matlagliati modernes présentent une ressemblance étroite avec ceux connus des sources littéraires de l'Antiquité romaine et grecque, ce qui pourrait être un indice sur leur origine.

## Variantes
Les maltagliati ne sont pas les seules pâtes traditionnellement faites avec des chutes de pâte. Le strozzapreti, une pâte de Romagne, n'est pas coupé comme le maltagliati, mais roulé dans les paumes, produisant des pâtes en forme de flûte allongée. La légende des strozzapreti se rapporte à la dîme obligatoire au clergé local. Selon la légende, les ménagères romagnoles, lors de la fabrication de ces pâtes, auraient dit : « Avec quoi pourrait-on étrangler (strozza) le prêtre ? ».
Les maltagliati existent en variantes et sous différents noms dans de nombreuses régions italiennes. Par exemple, dans le Frioul-Vénétie julienne, ils sont appelés blecs ou bleki, dans le Latium, fregnacce et dans le sud de l'Italie, sagnette ou pizzelle. En Émilie-Romagne, ils sont également connus sous le nom de sbroffanès et les plus petites variantes sous le nom de malfattini.